# Microsoft-Konto
Das Microsoft-Konto (früher Microsoft Wallet, Microsoft Passport, .NET Passport, Microsoft Passport-Netzwerk und zuletzt Windows Live ID) ist ein Single-Sign-on-Dienst, der von Microsoft entwickelt und bereitgestellt wird. Der Benutzer kann sich dadurch auf vielen Webseiten und anderen Systemen mit einem Konto anmelden. Das System ging im Juli 1999 unter der Bezeichnung .NET Passport in Betrieb und hat mehr als 250 Millionen Nutzer.

## Überblick
Nach eigenen Angaben erfolgten täglich bis zu 1 Milliarde Authentifizierungsvorgänge. Microsoft hat allerdings Ende 2004 für eine drastische Erhöhung der Passport-Abonnenten gesorgt: Die Zugänge beim Microsoft-betriebenen, kostenlosen E-Mail-Dienst Hotmail wurden zu Passport-Zugängen erweitert, der Windows XP Registration Wizard fordert wiederholt zur Einrichtung des Zugangs auf, und auch für die dauerhafte Nutzung von Microsoft kostenlos angebotener Software wie Visual Studio Express wird eine Registrierung über den Dienst gefordert.
Microsoft-Websites und Dienste wie Windows Live, MSN, Xbox LIVE, Zune, Windows Phone und Windows 8 benutzen das Konto als Identifizierung von Benutzern. Derzeit existieren knapp 100 Partnersites. Dabei handelt es sich aber hauptsächlich um von Microsoft selbst betriebene Dienste, z. B. Expedia. Daher ist Passport mittlerweile eher als Portal-Lösung zu sehen.
Es gibt zwei verschiedene Methoden zum Erstellen eines Microsoft-Kontos:
- Verwendung einer gültigen bestehenden E-Mail-Adresse: Benutzer können ihre eigene gültige E-Mail-Adresse verwenden, um ein Microsoft-Konto zu erstellen.
- Registrierung über eine neue Microsoft E-Mail-Adresse: Benutzer können sich auch über ein neues E-Mail-Konto bei Hotmail oder Outlook.com registrieren. Dieses Konto kann dazu verwendet werden, um sich bei anderen Microsoft-Konto-fähigen Websites anzumelden.

Während Windows XP und neuer eine Option haben, ein Windows-Benutzerkonto mit einem Microsoft-Konto zu verknüpfen, erlaubt Windows 8 und neuer dem Benutzer, sich direkt mit dem Konto an seinem PC anzumelden, anstatt ein lokales Benutzer-Konto anlegen zu müssen.
Das System verwendet bei Internet-Browsern verbreitete Techniken wie HTTP-Redirects und Cookies. Für Backend- und Dienst-Software werden allerdings keine offenen Standards verwendet, und die eingesetzten Protokolle sind proprietär. Das System ist zentral angelegt: Sowohl Nutzer als auch Participating Site müssen sich bei Microsoft registrieren. Die Authentifizierung ist nur über die Passport-Server von Microsoft möglich. Jedem Benutzer ist eine 64-Bit-Zahl zugeordnet, die sogenannte Passport User ID (PUID). Die PUID wird bei jeder Transaktion an den beteiligten Diensteanbieter übermittelt.
Als Konkurrenzangebot wurde von einigen Firmen das Liberty Alliance Project initiiert. Eine andere, ebenfalls dezentrale Alternative ist das OpenID-Projekt.
Eine weite Verbreitung hat Microsoft Passport als Single-Sign-On-System nie erreicht. Als Bestandteil des .NET Framework 3.0 wurde Microsoft CardSpace veröffentlicht, eine neue Methode zur Identitätsverwaltung.
Seit 2007 wird der Begriff .NET Passport nur noch selten oder gar nicht mehr verwendet. Mit Einführung von Windows Live wurde (mit Hotmail, das kurzzeitig Live Mail hieß) auch das .NET Passport ins Windows-Live-Projekt eingespeist. Zwischenzeitlich lautete der Name für das Netzwerk daher Windows Live ID. 2012 wurde der Dienst in Microsoft-Konto umbenannt.

## Funktionen
Funktionen eines Microsoft-Kontos umfassen:
- Aktualisieren der Benutzerinformationen wie Vor- und Nachnamen, Adresse usw., die mit dem Konto verbunden sind
- Aktualisierung der Benutzereinstellungen, wie bevorzugte Sprache oder die Einstellungen für E-Mail-Kommunikation
- Passwort ändern oder zurücksetzen
- Das Konto schließen
- Rechnungsdaten anzeigen, die mit dem Account verbunden sind
- Verknüpfung mehrerer Microsoft-Konten

## Kritik
Das Magazin Golem.de berichtete, dass Microsoft Konten „wegen Verstoßes gegen den Service-Vertrag“ sperrt. Eine Klage wird dadurch erschwert, dass den Betroffenen kein konkreter Grund für die Kontoschließung bekannt ist und sie die Vertragsbedingungen beim Anlegen des Microsoft-Kontos akzeptiert haben.